# Pigeon leucomèle
Columba leucomela
Espèce
Statut de conservation UICN

 LC  : Préoccupation mineure
Le Pigeon leucomèle ou Pigeon à tête blanche (Columba leucomela) est une espèce d'oiseau appartenant à la famille des Columbidae.

## Description
Cet oiseau mesure 38 à 42 cm pour une masse de 370 à 450 g.
Le mâle a la tête, le cou, la poitrine et le ventre blanc nuancé de gris ardoise sur les flancs, les cuisses et le dessous de la queue.

## Répartition
Cet oiseau est originaire d'Australie où il est restreint à la bande côtière occidentale de Cooktown au Queensland à Sydney.